# Argia oenea
Argia oenea är en trollsländeart som beskrevs av Hagen in Selys 1865. Argia oenea ingår i släktet Argia och familjen dammflicksländor. Inga underarter finns listade i Catalogue of Life.